# K XI-klasse

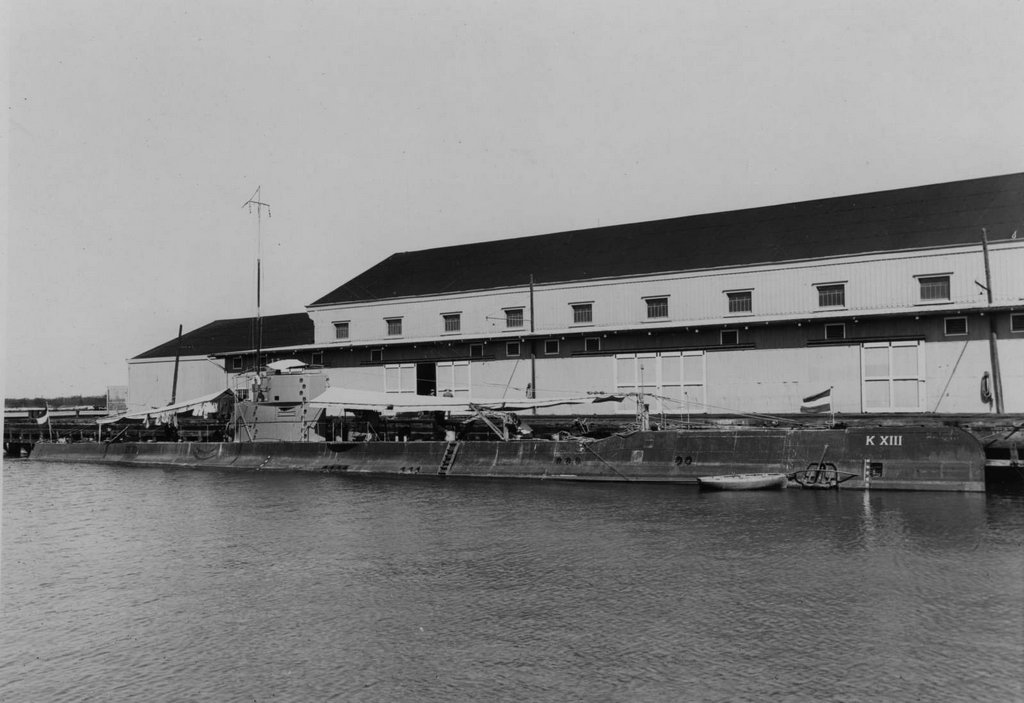
De K XIII in de haven van Honolulu op 20 september 1926

De K XI-klasse was een Nederlandse klasse die drie onderzeeboten omvatte. Het ontwerp van de boten was afkomstig van de Nederlandse ingenieur J.J. van der Struyff en was bedoeld voor patrouilleschepen voor Nederlands-Indië. Alle boten van deze klasse zijn gebouwd door de Rotterdamse scheepswerf Fijenoord.

## Schepen
- Hr. Ms. K XI, (1925 - 1945)
- Hr. Ms. K XII, (1925 - 1944)
- Hr. Ms. K XIII, (1926 - 1942)

## Technische kenmerken
De boten van de K XI-klasse hadden een afmeting van (L) 66,70 meter x (B) 6,15 meter x (H) 3,78 meter, met een standaard-waterverplaatsing van 612 ton. Wanneer de boten volledig beladen waren, hadden ze boven water een waterverplaatsing van 688 ton en onder water van 828 ton. Alle boten waren uitgerust met twee 1200 pk-viertakt-dieselmotoren van M.A.N.. De twee elektromotoren van 327 pk onttrokken hun energie uit de 132 batterijcellen, die gedurende drie uur 4500 Ah konden leveren. Boven water haalden de boten een maximale snelheid van 17 knopen en onder water 8 knopen. Het maximale bereik boven water van 3500 zeemijlen en onder water van 25 zeemijlen werd behaald bij een snelheid van 8 knopen. Eenmaal onder water konden de boten veilig duiken tot een diepte van 60 meter. De boten van de K XI-klasse waren samen met de boten van de O 9-klasse de eerste Nederlandse onderzeeboten met een dubbele scheepshuid.

## Bewapening
De boten van de K XI-klasse waren uitgerust met twee 533 mm (21 inch) torpedobuizen en vier 450 mm-torpedobuizen. In totaal konden de boten 12 torpedo's meenemen, dus alle buizen geladen en voor alle buizen één torpedo om te herladen. Voor de schepen van de K XI-klasse werden de volgende torpedo's gebruikt: de 450 mm III45, de 533 mm I53 en de 533 mm II53. Naast torpedo's waren de boten uitgerust met een 8,8 cm Bofors-kanaon en een 12,7 mm machinegeweer.